# 生命未来研究所
生命未来研究所（英語：Future of Life Institute，缩写）是位于美国波士顿地区的一家研究与推广机构，其致力于降低人类所面临的风险，尤其是人工智能技术开发过程中的可能风险。
生命未来研究所创立于2014年3月，创始人为麻省理工学院宇宙学家马克斯·泰格马克，Skype联合创始人让·塔林，哈佛大学博士生维多利亚·克拉科夫那（Viktoriya Krakovna），波士顿大学博士生、泰格马克之妻美雅·赤塔-泰格马克（Meia Chita-Tegmark）与加州大学圣克鲁兹分校宇宙学家安东尼·阿吉雷。研究所顾问委员会的成员则包括计算机科学家斯图尔特·罗素，生物学家乔治·丘吉，宇宙学家史蒂芬·霍金、索尔·珀尔马特，理论物理学家弗朗克·韦尔切克，企业家伊隆·马斯克，以及演员、科学传播人亚伦·艾达、摩根·弗里曼等。